# 마스크맨 (애니메이션)
마스크맨은 한국방송공사와 지앤지엔터테인먼트, 바른손이 공동제작한 로봇 애니메이션이다.
국내최초 이종 격투기를 소재로 제작된 TV 애니메이션으로 마스크맨 행성의 생계를 위해 지구에 도착한 마스크맨들의 치열한 접전 속에 도사리는 악의 음모 그리고 그 속에서 피어나는 꿈과 우정이 있는 만화이다.

## 제작개요
- 제목및 작품명 : 마스크맨 (Mask Man)
- 종류 : 코믹 액션 히어로 어드벤처
- 편성 : TV 시리즈 1탄 (30분 X 39화)
- 주제 : 파격적 엽기 개그 자유격투 애니메이션 (국내최초)
- 애니메이션 : TV 시리즈 11분 × 52편
- 제작방식 : (Flash) Digital 2D & 3D 애니메이션
- 방송 : KBS 2TV 2005년 7월 7일 오후 6시 10분(주 1회)/ 투니버스 2005년 11월 주 2회(1일 4회)
- 기획/제작: KBS / (주)G&G 엔터테인먼트 / KOCCA / (주)바른손

## 방송 일시
| 방송 채널 | 방송일                           | 방송 시간 |
| --------- | -------------------------------- | --------- |
| KBS 2TV   | 2005년 7월 7일 ~ 2006년 3월 30일 | 종료      |

## 제작의도
- 80 여 캐릭터 모두가 일상생활 주변에서 손쉽게 볼 수 있는 친숙한 소재들을 ‘마스크’란 컨셉을 빌려 형상화하였다.
- 다양한 캐릭터 사업을 전제로 한 캐릭터/애니메이션/게임 One-Source-Multi-Use Project
- 다국적 다세대에 맞는 다양한 마스크맨의 지속적 개발 및 애니메이션 제작으로 마스크맨 수요(문화)를 글로벌 시장으로 확대.

## 줄거리
블랙홀을 통해 빨려 들어온 우주의 악동들은 ‘The Big Cage’에서 봉인(Masking) 된 채로 갇히게 된다. 마스크맨들은 같은 속성끼리 패밀리를 이루어 레슬링을 통해 상대방의 에너지 코인을 획득하고, 더욱더 힘을 늘려가게 된다. 이들 마스크맨의 목적은 최강의 레슬러가 되어 북극점인 The Black Cage에 도달해 넘치는 생명력으로 다시 블랙홀을 움직이는 것이다. 블랙홀이 움직이는 날 ‘The Big Cage’를 둘러싸고 있는 네 개 봉인의 벽이 활짝 열리게 되고 우주는 최고의 마스크맨이 꿈꾸어왔던 마스크 박스 속의 세계를 실현해 줄 것이다.

## 배경설정
‘The Big Cage’는 정육면체의 행성으로 거대한 큐브이다. ‘The Big Cage’의 천정에 해당하는 평면은 블랙홀을 통해 외부우주와 이어진다. 바닥면은 거대한 ‘사각의 링’이며, 바닥을 둘러싸고 있는 네 개의 장막과 블랙홀의 카오스 에너지가 동작하는 천정으로 구성된 정육면체의 행성이다.
마스크행성은 은하계 이곳저곳을 떠돌며 ‘MMF’ 라는 엔터테인먼트로 돈을 벌어 행성의 국민들을 먹여 살리는 특이한 행성이다. 지금은 거의 모든 마스크행성인들이 격투가로서의 자질을 갖추고는 있지만 처음부터 그랬던 것은 아니다.
원래, 마스크 행성인 들의 특성은 ‘무지 많이 먹고’ ‘무지 운동 싫어함’ 이었다.
운동선수를 걱정한 왕이 국민들의 건강을 걱정해 운동의 생활화를 왕명국책사업으로 밀어 부쳤고 서서히 운동에 맛을 들인 마스크 행성인 들은 급기야 ‘End of the 運動’이라 할 수 있는 ‘무규칙격투’에까지 이르게 되었다.
워낙에 많이 먹고 하는 일 없이 운동만 하게 된 마스크행성인들이다.
왕립대책위원회에서는 오랜 연구 끝에 이 행성 저 행성으로 이동할 수 있는 이동형행성을 만든 뒤.... 각 행성을 돌며 운동으로 다져진 격투대회를 엔터테인먼트화시켜 그 수익금으로 국민을 먹여 살리는 기발한 계획을 마련해 시행! 지금까지 그 역사를 이어오고 있는 것이다.
지구 상공에 큐브 형태의 거대한 마스크 행성이 출현한다.
지구인들은 외계의 침공이 시작된 줄 알고 바짝 긴장을 하게 되고, 군경모두 비상이 걸린 상황이다.
전 세계 TV를 통해 생중계 되는 가운데 등장한 ‘다킹’과 마스크행성인들이다.
외계의 침공이 시작된줄 알았던 지구인으로부터 갖은 퍼포먼스를 펼치며 홍보를 펼치는 마스크행성인을 보며 안도의 한숨과 함께 축제분위기로 변한다.
현재 마스크행성의 왕인 ‘다킹(DA KING)'은 슬슬 왕위를 물려줄 준비를 한다.
마스크행성의 전통에 따라 토너먼트 대회의 5연속 우승자에게 왕위를 물려주어야 하는데현재 4회 연속 우승을 차지한 다크맨에게 왕위를 승계할 준비를 하는 것이다.
지구에 도착한 마스크행성은 지구의 모든 네트워크와 방송을 이용해 격투 대회를 알리고 광고해 어느 때보다 화려하고 거대한 대회로 만들려 노력한다.
세리의 집에 우주선 하나가 불시착하고, 불시착하면서 세리네 집 지붕을 박살내 버린다.
세리의 부모님은 탐험가로 가정은 돌보지 않고 현재도 아마존에 핑크색 돌고래를 찾으러 집을 나선 상태. 집안 살림을 맡아 하는 세리는 가난이 지겨워 돈 되는 일이라면 무엇이든 불사하는 동물적 경제 감각이 돋보이는 소녀다.
졸지에 밥 많이 먹는 외계 파이터를 식객으로 맡게 된 세리는 집 지붕 수리비를 빌미로 바이크맨과 노예 계약을 맺고 돈이 되는 격투대회에 출전시키기 위해 바이크맨을 특훈시킨다.
다크맨은 왕권을 차지하기 위해 흥행사 프로모토와 손을 잡고 아무도 모르게 음모를 꾸민다.
각종 대회에서 승승장구 하는 우리의 친구 바이크맨은 이를 저지하기 위해 다크맨은 더 새롭고 더 강한 격투가들을 대회로 집결시키기 시작한다.
하나 둘 대회장으로 모여드는 개성 강하고 예측 불허한 격투가들은 우리의 바이크맨과 그 일행들은 어떻게 헤쳐 나아갈 것인가를 기대하고있다.

## 수상내역
- 2002년 한국문화콘텐츠진흥원(KOCCA) 스타프로젝트 선정

## 제작진

### 제작지휘
- 감독:김 준
- 시나리오:조규원
- 캐릭터 디자인:하종윤, 이경은, 라아영, 김지연, 송영건
- 배경 디자인:한광택
- 소품 디자인:천승우
- 색채설계:정유미, 이민아, 김형순
- 미술감독:송규환

### 애니메이션 제작
- 콘티:이기석
- 연출감독:유기오 스즈키, 이기석
- 작화감독:한영훈
- 조연출:이병직
- 레이아웃/원화:장길선, 김주석, 오지명, 김대훈, 황영식, 김홍국, 신형식, 전득원, 강일국, 강주홍, 유세형, 권용상, 조민수
- 페인트:이은정, 박경진, 정창택, 박세윤, 신경희, 오진희, 전상은, 최문숙, 한진희, 조현선
- 미술:이봉미
- 배경:구정란, 노혜진, 정윤정, 양민경, 한은주, 유승연, 한정기, 구장미, 김미경, 아트맥스
- 제작데스크:박효종
- 제작진행:최성진

### 디지털 제작
- 3D감독:한광택
- 3D제작:방금영, 김희연, 박진효, 강성철, 조이주
- 촬영감독:정주리
- 촬영:김은희, 유희영, 박 영

### 종합 제작
- 편집:남종현
- 번역:마사오 후미코, 임현주
- 편집감독:김준석
- 제작편집:홍종만
- CG:신정원
- 프로듀서:민영문, 신동조, 나현채
- 제작지원:문화관광부, 한국문화콘텐츠진흥원
- 제작:KBS, (주)지앤지엔터테인먼트, (주)바른손

### 주제가 제작
- 사운드디자인:GG Sound 김희집
- 음악감독:이한나
- 주제가 작사/작곡:김진주, 이한나
- 오프닝 노래:이원자
- 엔딩 노래:박보람

## 캐릭터
- 세리
- 준
- 바이크맨
- 아라차맨
- 핑크 베베
- 다크맨
- TV맨
- 다킹
- 밤톨맨
- 성게맨
- 꿀벌맨
- 블루칩
- 레드콘

## 가족구성
- 바이크패밀리
- 달광패밀리
- 다크패밀리
- TNT패밀리
- 다마네기패밀리
- 글로브패밀리
- W패밀리
- 폴리스패밀리

## 목소리 출연
- 세리:은영선
- 준:홍성헌
- 다크맨:장광
- TV맨:김소형
- 다킹:오인성
- 바이크맨, 밤톨맨:손정아
- 성게맨, 핑크 베베:구민선
- 꿀벌맨:민지
- 블루칩:김승태
- 레드콘:최정호

## 방영 회차
| 회차       | 부제 (서브 타이틀)            |
| ---------- | ----------------------------- |
| 1화        | 운명의 만남                   |
| 2화        | 내 이름은 바이크맨            |
| 3화        | 늘어가는 식구들               |
| 4화        | 입술맨과 핑크베베             |
| 5화        | 세리 생일대소동               |
| 6화        | 눈을 떠라 바이크맨            |
| 7화        | 도전 MMF                      |
| 8화        | 아마존 대모험                 |
| 9화        | 지구를 식혀라                 |
| 10화       | 인기스타 바이크맨과 방귀맨    |
| 11화       | 스포츠정신이여 영원하라!      |
| 12화       | 세리 우승 대작전              |
| 13화       | 지구인 파이터 봉봉            |
| 14화       | 결전 푸드패밀리 대 키친패밀리 |
| 15화       | 공포의 개그 피니시            |
| 16화       | 최후의 불꽃 레드키스          |
| 17화       | 퀸마마와 공주패밀리           |
| 18화       | 후끈후끈 온천대소동           |
| 19화       | 할로윈특별전 대소동           |
| 20화       | 고스트캣의 역습               |
| 21화       | 환상게임 세계속으로           |
| 22화       | 가혹한 운명                   |
| 23화       | 진정한 무도가                 |
| 24화       | 금단의 미라                   |
| 25화       | 바이크맨의 선택               |
| 26화       | 파이팅 바이크맨               |
| 27화       | 새희망 사우나맨               |
| 28화       | 돌아온 레드키스               |
| 29화       | 가자! MMF2                    |
| 30화       | 아라차맨의 변신               |
| 31화       | 부활 질주본능                 |
| 32화       | 돌아온 최강형제               |
| 33화       | 빛과 어둠                     |
| 34화       | 김박사의 위기일발             |
| 35화       | 달맨의 부활                   |
| 36화       | 달쑤베이더의 정체             |
| 37화       | 돌아온 드릴맨                 |
| 38화       | 출동 바이크로봇               |
| 최종화(39) | 영원한 가족                   |